# Moriteru Ueshiba
Pour les articles homonymes, voir Ueshiba.
Moriteru Ueshiba (植芝 守央), né à Tokyo le 2 avril 1951, est un aïkidoka japonais, petit-fils d'O Sensei Morihei Ueshiba, deuxième fils de Kisshomaru Ueshiba.

## Biographie
Bien que baignant dans l'Aikido depuis l'enfance, il commence sérieusement la pratique de cette discipline une fois à l'université et il commence à enseigner vers 24 ans.
Il dirige depuis 1996 L'AïkiKaï Hombu Dojo. Au décès de son père en 1999, il prend le titre et la position de Doshu (« maître de la voie »).
Il est diplômé de l'université Meiji Gakuin, section économie.
Il anime chaque année de nombreux stages sur les cinq continents, et remet pour les fêtes de nouvel an japonais (Kagami biraki) les grades (dan) dans le Dojo de Tokyo.
Son fils, Mitsuteru Ueshiba, présent également lors de différents stages sera à son décès le 4e doshu.